# Amylase
Amylase (/ˈæmɪleɪz/) là một enzyme mà xúc tác sự thủy phân của tinh bột (Latin amylum) thành đường. Amylase có trong nước bọt của con người và một số động vật có vú khác, nơi nó bắt đầu quá trình tiêu hóa hóa học. Thực phẩm có chứa một lượng lớn tinh bột nhưng ít đường, chẳng hạn như gạo và khoai tây, có thể có vị hơi ngọt khi chúng được nhai vì amylase làm biến đổi một phần tinh bột thành đường. Tuyến tụy và tuyến nước bọt tạo ra amylase (alpha amylase) để thủy phân tinh bột trong chế độ ăn uống thành disacarit và trisacarit được chuyển hóa bởi các enzyme khác thành glucose để cung cấp năng lượng cho cơ thể. Thực vật và một số vi khuẩn cũng sản xuất amylase. Là diastase, amylase là enzyme đầu tiên được phát hiện và phân lập (bởi Anselme Payen vào năm 1833). Các protein amylase cụ thể được chỉ định bởi các chữ cái Hy Lạp khác nhau. Tất cả các amylase là hydrolase glycoside và hoạt động trên các liên kết α-1,4- glycosid.

## Phân loại
|                                    | α-amylase                          | β-amylase                   | γ-amylase                     |
| ---------------------------------- | ---------------------------------- | --------------------------- | ----------------------------- |
| Nguồn                              | Động vật, thực vật, vi khuẩn       | Thực vật, vi khuẩn          | Động vật, vi khuẩn            |
| Mô                                 | Nước bọt, tuyến tụy                | Hạt giống, trái cây         | Ruột non                      |
| Trang web phân tách                | Liên kết ngẫu nhiên α-1,4 glycosid | Liên kết glycosidic thứ hai | Liên kết glycosidic cuối cùng |
| Sản phẩm phản ứng                  | Maltose, dextrin, v.v.             | Maltose                     | Glucose                       |
| PH tối ưu                          | 6,7777.0                           | 4.0 Nether5.0               | 3.0                           |
| Nhiệt độ tối ưu trong sản xuất bia | 63 lồng70 °C                       | 55 L6565 °C                 |                               |

### α-Amylase
Các amylase (EC) (CAS 9014-71-5) (tên thay thế: 1,4-α- D -glucan glucanohydrolase; glycogenase) là calci metalloenzymes. Bằng cách hoạt động tại các vị trí ngẫu nhiên dọc theo chuỗi tinh bột, α-amylase phá vỡ các sacarit chuỗi dài, cuối cùng thu được maltotriose và maltose từ amyloza, hoặc maltose, glucose và "giới hạn dextrin" từ amylopectin.
Bởi vì nó có thể hoạt động ở bất cứ đâu trên cơ chất, nên α-amylase có xu hướng hoạt động nhanh hơn-amylase. Ở động vật, nó là một enzyme tiêu hóa chính và độ pH tối ưu của nó là 6,7-7,0.
Trong sinh lý học của con người, cả amylase nước bọt và tuyến tụy đều là α-amylase.
Dạng α-amylase cũng được tìm thấy trong thực vật, nấm (ascomycetes và basidiomycetes) và vi khuẩn (Bacillus).

### β-Amylase
Một dạng khác của amylase, β -amylase (EC) (tên thay thế: 1,4-α- D -glucan maltohydrolase; glycogenase; saccharogen amylase) cũng được tổng hợp bởi vi khuẩn, nấm và thực vật. Hoạt động từ đầu không khử,-amylase xúc tác quá trình thủy phân liên kết glycosid thứ hai, tách ra hai đơn vị glucose (maltose) tại một thời điểm. Trong quá trình chín của trái cây,-amylase phá vỡ tinh bột thành maltose, dẫn đến hương vị ngọt ngào của trái cây chín.
Cả α-amylase và-amylase đều có trong hạt; -amylase hiện diện ở dạng không hoạt động trước khi nảy mầm, trong khi đó α-amylase và protease xuất hiện khi quá trình nảy mầm bắt đầu. Nhiều vi khuẩn cũng sản xuất amylase để làm suy giảm tinh bột ngoại bào. Các mô động vật không chứa-amylase, mặc dù nó có thể có trong các vi sinh vật có trong đường tiêu hóa. Độ pH tối ưu cho-amylase là 4.0-5.0 

### γ-Amylase
γ-Amylase (EC) (tên thay thế: glucan 1,4-α-glucosidase; amyloglucosidase; exo -1,4-α-glucosidase; glucoamylase; lysosomal α-glucosidase; 1,4-α- D -glucan glucohydrolase) sẽ cleave (1 liên6) các liên kết glycosid, cũng như liên kết glycosidic cuối cùng ở đầu không khử amyloza và amylopectin, thu được glucose. -Amylase có độ pH tối ưu axit nhất trong tất cả các amylase vì nó hoạt động mạnh nhất xung quanh pH 3.

## Công dụng

### Lên men
α- và-amylase rất quan trọng trong sản xuất bia và rượu làm từ đường có nguồn gốc từ tinh bột. Trong quá trình lên men, nấm men ăn đường và bài tiết ethanol. Trong bia và một số chất lỏng, đường có mặt khi bắt đầu lên men đã được sản xuất bằng cách "nghiền" ngũ cốc hoặc các nguồn tinh bột khác (như khoai tây). Trong sản xuất bia truyền thống, lúa mạch mạch nha được trộn với nước nóng để tạo ra một " hỗn hợp ", được giữ ở nhiệt độ nhất định để cho phép các amylase trong hạt mạch nha chuyển đổi tinh bột của lúa mạch thành đường. Nhiệt độ khác nhau tối ưu hóa hoạt động của alpha hoặc beta amylase, dẫn đến hỗn hợp các loại đường lên men và không thể lên men khác nhau. Khi chọn nhiệt độ nghiền và tỷ lệ hạt-nước, một nhà sản xuất bia có thể thay đổi nồng độ cồn, cảm giác miệng, mùi thơm và hương vị của bia thành phẩm.
Trong một số phương pháp lịch sử sản xuất đồ uống có cồn, việc chuyển đổi tinh bột thành đường bắt đầu bằng việc nhà máy bia nhai hạt để trộn với nước bọt. Thực hành này không còn được sử dụng rộng rãi.

### Phụ gia bột
Amylase được sử dụng trong sản xuất bánh mì và phá vỡ các loại đường phức tạp, chẳng hạn như tinh bột (có trong bột), thành các loại đường đơn giản. Nấm men sau đó ăn các loại đường đơn giản này và chuyển đổi nó thành các sản phẩm thải của ethanol và carbon dioxide. Điều này truyền đạt hương vị và làm cho bánh mì tăng lên. Trong khi amylase được tìm thấy tự nhiên trong các tế bào nấm men, cần có thời gian để nấm men sản xuất đủ các enzyme này để phá vỡ lượng tinh bột đáng kể trong bánh mì. Đây là lý do cho các loại bột lên men dài như bột chua. Các kỹ thuật làm bánh mì hiện đại đã bao gồm các amylase (thường ở dạng lúa mạch mạch nha) vào chất cải tiến bánh mì, do đó làm cho quá trình này nhanh hơn và thiết thực hơn cho sử dụng thương mại.  
α-Amylase thường được liệt kê như một thành phần trên bột nghiền thương mại. Những người làm bánh tiếp xúc lâu với bột giàu amylase có nguy cơ bị viêm da  hoặc hen suyễn.

### Sinh học phân tử
Trong sinh học phân tử, sự hiện diện của amylase có thể đóng vai trò là phương pháp bổ sung để lựa chọn tích hợp thành công cấu trúc phóng viên bên cạnh kháng kháng sinh. Khi các gen phóng viên được đặt cạnh các vùng tương đồng của gen cấu trúc cho amylase, sự tích hợp thành công sẽ phá vỡ gen amylase và ngăn chặn sự thoái hóa tinh bột, có thể dễ dàng phát hiện thông qua nhuộm iod.

### Sử dụng trong y tế
Amylase cũng có các ứng dụng y tế trong việc sử dụng liệu pháp thay thế enzyme tuyến tụy (PERT). Nó là một trong những thành phần trong Sollpura (liprotamase) để giúp phân hủy sacarit thành các loại đường đơn giản.

### Công dụng khác
Một chất ức chế alpha-amylase, được gọi là phaseolamin, đã được thử nghiệm như một chất hỗ trợ chế độ ăn uống tiềm năng.
Khi được sử dụng làm phụ gia thực phẩm, amylase có số E E1100 và có thể được lấy từ tuyến tụy lợn hoặc nấm mốc.
Bacillute amylase cũng được sử dụng trong quần áo và chất tẩy rửa máy rửa chén để hòa tan tinh bột từ vải và bát đĩa.
Công nhân nhà máy làm việc với amylase cho bất kỳ mục đích sử dụng nào ở trên có nguy cơ mắc bệnh hen suyễn nghề nghiệp. Năm đến chín phần trăm thợ làm bánh có xét nghiệm da dương tính, và một phần tư đến một phần ba thợ làm bánh có vấn đề về hô hấp là quá mẫn cảm với amylase.

## Tăng đường huyết
Amylase huyết thanh có thể được đo cho mục đích chẩn đoán y tế. Một cao hơn nồng độ bình thường có thể phản ánh một trong những điều kiện y tế, bao gồm cả cấp tính viêm của tuyến tụy (nó có thể được đo đồng thời với cụ thể hơn lipase), mà còn đục loét dạ dày tá tràng, xoắn của một u nang buồng trứng, nghẹt, tắc ruột, thiếu máu cục bộ mạc treo, macroamylasemia và quai bị. Amylase có thể được đo trong các chất dịch cơ thể khác, bao gồm nước tiểu và dịch màng bụng.
Một nghiên cứu vào tháng 1 năm 2007 từ Đại học Washington ở St. Louis cho thấy các xét nghiệm nước bọt của enzyme có thể được sử dụng để chỉ ra sự thiếu hụt giấc ngủ, vì enzyme này làm tăng hoạt động của nó trong tương quan với thời gian mà một đối tượng bị thiếu ngủ.

## Lịch sử
Năm 1831, Erhard Friedrich Leuchs (1800 ví1837) đã mô tả quá trình thủy phân tinh bột bằng nước bọt, do sự hiện diện của một loại enzyme trong nước bọt, " ptyalin ", một amylase. Lịch sử hiện đại của enzyme bắt đầu vào năm 1833, khi các nhà hóa học người Pháp Anselme Payen và Jean-François Persoz đã phân lập một phức hợp amylase từ mầm lúa mạch và đặt tên là " diastase ". Năm 1862, Alexander Jakulowitsch Danilewsky (1838 ví1923) đã tách amylase tụy khỏi trypsin.

## Sự tiến hoá của con người
Saccarit là nguồn thực phẩm giàu năng lượng. Sau cuộc cách mạng nông nghiệp 12.000 năm trước, chế độ ăn uống của con người bắt đầu chuyển nhiều hơn sang thuần hóa thực vật và động vật thay cho việc thu thập và săn bắn. Các polyme lớn như tinh bột được thủy phân một phần trong miệng bởi enzyme amylase trước khi được phân cắt thành đường. Do đó, con người có chứa amylase trong nước bọt sẽ được hưởng lợi từ việc tăng khả năng tiêu hóa tinh bột hiệu quả hơn và với số lượng cao hơn. Mặc dù có những lợi ích rõ ràng, những người đầu tiên không sở hữu amylase nước bọt, một xu hướng cũng được thấy ở những người họ tiến hóa của con người, chẳng hạn như tinh tinh và bonobos, những người sở hữu một hoặc không có bản sao gen chịu trách nhiệm sản xuất nước bọt amylase. Gen này, AMY1, có nguồn gốc từ tuyến tụy. Một sự kiện sao chép của gen AMY1 cho phép nó phát triển tính đặc hiệu của nước bọt, dẫn đến việc sản xuất amylase trong nước bọt. Ngoài ra, sự kiện tương tự xảy ra độc lập ở loài gặm nhấm, nhấn mạnh tầm quan trọng của amylase nước bọt ở những sinh vật tiêu thụ một lượng tinh bột tương đối lớn.
Tuy nhiên, không phải tất cả con người đều sở hữu cùng số lượng bản sao của gen AMY1. Các quần thể được biết là phụ thuộc nhiều hơn vào sacarit có số lượng bản sao AMY1 cao hơn so với các quần thể người, bằng cách so sánh, tiêu thụ ít tinh bột. Số lượng bản sao gen AMY1 ở người có thể từ sáu bản sao trong các nhóm nông nghiệp như Âu-Mỹ và Nhật Bản (hai quần thể tinh bột cao) đến chỉ 2 bản sao 3 trong các xã hội săn bắn hái lượm như Biaka, Datog và Yakuts. Mối tương quan tồn tại giữa mức tiêu thụ tinh bột và số lượng bản sao AMY1 cụ thể cho dân số cho thấy rằng nhiều bản sao AMY1 trong quần thể tinh bột cao đã được chọn để chọn lọc tự nhiên và được coi là kiểu hình thuận lợi cho những cá thể đó. Do đó, rất có thể là lợi ích của một cá nhân sở hữu nhiều bản sao AMY1 trong một quần thể tinh bột cao làm tăng thể lực và tạo ra những đứa con khỏe mạnh hơn, khỏe mạnh hơn. Thực tế này đặc biệt rõ ràng khi so sánh các quần thể gần gũi về mặt địa lý với các thói quen ăn uống khác nhau có số lượng bản sao khác nhau của gen AMY1. Đó là trường hợp đối với một số dân số châu Á đã được chứng minh là sở hữu một vài bản sao AMY1 so với một số dân số nông nghiệp ở châu Á. Điều này cung cấp bằng chứng mạnh mẽ rằng chọn lọc tự nhiên đã tác động lên gen này trái ngược với khả năng gen này đã lan truyền qua sự trôi dạt di truyền.